# Vergato
Vergato – miejscowość i gmina we Włoszech, w regionie Emilia-Romania, w prowincji Bolonia.
Według danych na styczeń 2009 gminę zamieszkiwało 7846 osób przy gęstości zaludnienia 130,8 os./1 km².